# Ayumi Watase
Ayumi Watase (渡瀬 あゆみ, Watase Ayumi) est une sauteuse à ski japonaise née le 18 juillet 1984 à Sapporo.

## Biographie
Elle débute au niveau international en 2005 en participant à la Coupe continentale, compétition dans laquelle elle obtient quatre podiums lorsqu'elle représentait le plus haut niveau du saut à ski féminin. En 2009, elle prend la dixième place du premier championnat du monde féminin de saut à ski. En décembre 2011, elle participe à la première épreuve de la Coupe du monde de saut à ski et se classe neuvième, ce qui reste son meilleur résultat en carrière.
Elle fait partie d'une famille de sauteurs à ski : son père Yataro a aussi entraîné l'équipe féminine jusqu'en 2014 et son frère Yuta est en activité.

## Palmarès

### Championnats du monde
| Épreuve / Édition | Liberec 2009 | Oslo 2011 |
| Individuel        | 10e          | 7e        |

### Coupe du monde
- Meilleur classement général : 18e en 2012.

#### Classements généraux annuels
| Année | Rang |
| 2012  | 18e  |
| 2013  | 40e  |
| 2014  | 35e  |
| 2015  | 48e  |

### Coupe continentale
- Meilleur classement général : 11e en 2007.
- 4 podiums.